# 이스라엘 야구 국가대표팀
이스라엘 야구 국가대표팀은 이스라엘의 야구 국가대표팀이다. 유럽야구선수권대회 디비전 B에 속해 있다. 2017년 월드 베이스볼 클래식에서는 사상 최초로 2라운드에 진출하는 쾌거를 이룩했고, 2020 도쿄 올림픽에도 사상 최초로 진출한다.

## 대회 기록

### 월드 베이스볼 클래식
| 본선   | 본선     | 본선     | 본선     | 본선     | 본선     |         | 예선    | 예선    | 예선    | 예선 |
| 연도   | 결과     | 경기     | 승       | 무       | 패       | 경기    | 승      | 무      | 패      |      |
| ------ | -------- | -------- | -------- | -------- | -------- | ------- | ------- | ------- | ------- | ---- |
| 2006년 | 불참     | 불참     | 불참     | 불참     | 불참     | 예선 무 | 예선 무 | 예선 무 | 예선 무 |      |
| 2009년 | 불참     | 불참     | 불참     | 불참     | 불참     | 예선 무 | 예선 무 | 예선 무 | 예선 무 |      |
| 2013년 | 예선탈락 | 예선탈락 | 예선탈락 | 예선탈락 | 예선탈락 | 3       | 2       | 0       | 1       |      |
| 2017년 | 2라운드  | 6        | 4        | 0        | 2        |         |         |         |         |      |
| 2023년 | 1라운드  | 4        | 1        | 0        | 3        |         |         |         |         |      |
| 합계   | 0/4      | 0        | 0        | 0        | 0        | 13      | 7       | 0       | 6       |      |

### 유럽 청년 야구 선수권 대회 (21세 이하)
- 2006년 : 9위

### 유럽 어린이 야구 선수권 대회 (12세 이하)
- 2006년 : 3위
- 2007년 : 7위
- 2012년 : 4위

### 올림픽 야구
- 2021년 : 5위

## 같이 보기
- 이스라엘 야구 리그